# Angel (песня Massive Attack)
«Angel» — песня английской трип-хоп группы Massive Attack. Автором песни и вокалистом является Хорас Энди. Песня была выпущена как третий сингл с третьего студийного альбома группы, Mezzanine (1998), 13 июля 1998 года. Песня «Angel» максимально достигла 30-го места в британском чарте синглов.

## Композиция и её история
Дэдди Джи описал песню как «[начало] чего-то, что мы должны закончить. Она была намного большим, чем любой из членов группы». В песне представлены семплы из другой песни группы The Incredible Bongo Band «Last Bongo in Belgium».

## Видеоклип
В видеоклипе на песню «Angel» Грант «Daddy G» Маршалл появляется на автостоянке. Он идет к выходу, когда Роберт дель Ная, Эндрю Ваулз и Хорас Энди появляются сзади него. Они постепенно приближаются к нему, заставляя его чувствовать себя запуганным. Все больше людей начинает следовать за ним; он выбегает за пределы автостоянки, пока не достигает забора и, следовательно, не может двигаться дальше. Когда он поворачивается лицом к людям, преследующим его, они останавливаются и сталкиваются с ним лицом к лицу. Затем он замечает, что они, кажется, повторяют его движения, его тело как будто контролирует их. Он внезапно бросается к людям, которые следовали за ним, и они убегают.
Видео имеет более 56 миллионов просмотров на YouTube.

## Критика
Песня была положительно принята критиками. Эми Хэнсон из AllMusic описывает «Angel» как «песню с медленным и глубоким ритмом, в конечном итоге песней управляет стена гитар, что напоминает очень раннее творчество „Cure“».

## Список треков
| №                   | Название                           | Длительность |
| ------------------- | ---------------------------------- | ------------ |
| 1.                  | «Angel»                            | 6:19         |
| 2.                  | «Angel» (radio edit)               | 5:24         |
| 3.                  | «Angel» (Blur remix)               | 6:21         |
| 4.                  | «Angel» (Mad Professor remix)      | 6:15         |
| 5.                  | «Group Four» (Mad Professor remix) | 7:51         |
| Общая длительность: | Общая длительность:                | 32:10        |

## Участники записи
Massive Attack
- Роберт Дель Ная — продюсер, аранжировки, программирование, клавишные, семплы, художественное оформление
- Грантли Маршалл — продюсер, аранжировки, программирование, клавишные, семплы
- Эндрю Ваулз — продюсер, аранжировки, программирование, клавишные, семплы

Дополнительные участники
- Нил Дэвидж — продюсер, аранжировки, программирование, клавишные, семплы
- Хорас Энди — вокал
- Анджело Брускини — гитары
- Джон Харрис, Боб Локк, Уинстон Блиссет — бас-гитары
- Энди Гангэдин — барабаны
- Дэйв Дженкинс, Майкл Тимоти — дополнительные клавишные

Участники записи
- Ян Киберт — Pro Tools
- Ли Шепард — инженер (студии Massive Attack и Christchurch)
- Марка «Спайк» Стент — сведение (студия Olympic)
- Ян Киберт, Пол «P-Dub» Уолтон — помощь в сведении
- Тим Янг — редактирование, инженер (студия Metropolis)

## В популярной культуре
- Трек включен в эпизод «Off Profile» («Вне профиля») 1998 года сериала La Femme Nikita («Ее звали Никита»)[4]
- Используется в фильме 1998 года «Пи», когда хозяин Макса допрашивает его.
- Используется в фильме «Большой куш» 2000 года во время пожара в караван-парке.
- Включен в эпизод «Начало» 2003 года сериала The West Wing («Западное крыло»).[5]
- Инструментальный трек на основе композиции использовался в качестве главной музыкальной темы в игре Vampire: The Masquerade — Bloodlines 2004 года.[6]
- Использовался в трейлере видеоигры Far Cry 2 E3 2008 года.[7]
- В 2005 году в психологическом триллере Stay («Останься») трек «Angel» использовался в сцене, где показан стрипклуб.[8]
- Песня использовалась в фильме «Полёт Феникса» 2004 года, в напряжённой сцене противостояния между главными героями и группой контрабандистов.
- Используется в пилотном эпизоде сериала Person of Interest («В поле зрения») во время сцены противостояния внутри жилого дома.
- Трек «Angel» был записан маткор-группой The Dillinger Escape Plan для их единственной пластинки на iTunes, Plagiarism, а также бразильской металл-группой Sepultura на их пластинке Revolusongs и на специальном издании их альбома Roorback 2003 года.[9] Кавер-версия песни в исполнении группы «Sepultura» была включена во второй эпизод сериала компании Fox «Последователи». Кавер-версия была также записана в прямом эфире австралийской психоделической группой Tame Impala и норвежской прогрессив-металл группой Leprous, которая выпустила свою версию в качестве сингла в 2019 году.
- Трек включен в начальные титры бразильской теленовеллы Verdades Secretas («Тайные истины»).
- Песня использовалась в трейлере игры E3 2018 для Metro Exodus.[10]
- Используется в эпизоде сериала «Третья Смена»[11]

## Чарты
| Диаграмма (1998)            | Пик позиция |
| --------------------------- | ----------- |
| Австралийский чарт синглов  | 129         |
| Новозеландский чарт синглов | 33          |
| Британский чарт синглов     | 30          |